# Fred Koenekamp
Fred Koenekamp (parfois crédité Fred J. Koenekamp), A.S.C., est un directeur de la photographie américain, né Frederick James Koenekamp le 11 novembre 1922 à Los Angeles (Californie) et mort le 31 mai 2017 à Bonita Springs (Floride).

## Biographie
Au cinéma, Fred Koenekamp débute comme premier assistant opérateur sur La Vénus des mers chaudes (1955). Il est ensuite cadreur à l'occasion de six films, sortis entre 1958 et 1963, dont trois réalisés par Vincente Minnelli (ex. : Les Quatre Cavaliers de l'Apocalypse en 1962).
Comme chef opérateur, il exerce sur cinquante-trois films américains, sortis entre 1965 et 1991 (le dernier est Le Vol de l'Intruder de John Milius, avec Danny Glover et Willem Dafoe). Notamment, il collabore à cinq films de Franklin J. Schaffner, dont Patton (1970, avec George C. Scott) et Papillon (1973, avec Steve McQueen et Dustin Hoffman). Mentionnons également sa contribution au genre du film catastrophe, son plus connu étant La Tour infernale (1974, avec Steve McQueen, Paul Newman et Faye Dunaway).  
À la télévision, d'abord cadreur en 1963 sur la série Gunsmoke, il est directeur de la photographie sur neuf séries, de 1963 à 1983, et sur trente-et-un téléfilms, de 1968 à 1988. Entre autres, il photographie quatre-vingt-dix épisodes de la série Des agents très spéciaux, entre 1964 et 1967, sans compter des 'produits dérivés' : cinq films de 1965 à 1967 — en réalité, des compilations d'épisodes de la série — et un téléfilm en 1983. 
Durant sa carrière, Fred Koenekamp obtient trois nominations à l'Oscar de la meilleure photographie, dont un gagné en 1975 pour La Tour infernale. Ce même film lui vaut également en 1976 une nomination au British Academy Film Award de la meilleure photographie.

## Filmographie partielle

### Comme premier assistant opérateur

#### Au cinéma
- 1955 : La Vénus des mers chaudes (Underwater !) de John Sturges
- 1957 : L'Arbre de vie (The Raintree County) d'Edward Dmytryk

### Comme cadreur

#### Au cinéma
- 1958 : Les Frères Karamazov (The Brothers Karamazov) de Richard Brooks
- 1960 : Un numéro du tonnerre (Bells Are Ringing) de Vincente Minnelli
- 1962 : Les Quatre Cavaliers de l'Apocalypse (Four Horsemen of the Apocalypse) de Vincente Minnelli
- 1962 : Quinze jours ailleurs (Two Weeks in Another Town) de Vincente Minnelli
- 1963 : Un homme doit mourir (The Hook) de George Seaton

#### À la télévision
- 1963 : Série Gunsmoke ou Police des plaines (Gunsmoke ou Marshal Dillon), épisodes indéterminés

### Comme directeur de la photographie

#### Au cinéma
- 1965 : Le Mystère de la chambre forte (The Spy with my Face) de John Newland
- 1966 : L'Espion au chapeau vert (The Spy in the Green Hat) de Joseph Sargent
- 1967 : Quatre Fiancés pour un mari (Doctor, You've Got to Be Kidding!) de Peter Tewksbury
- 1967 : Les Tueurs au karaté (The Karate Killers) de Barry Shear
- 1968 : Les Corrupteurs (Sol Madrid) de Brian G. Hutton
- 1968 : Micmac au Montana (Stay Away, Joe) de Peter Tewksbury
- 1968 : Le Grand Frisson (Live a Little, Love a Little) de Norman Taurog
- 1968 : Espions en hélicoptère (The Helicopter Spies) de Boris Sagal
- 1969 : Le Plus Grand des hold-up (The Great Bank Robbery) d'Hy Averback
- 1969 : Au paradis à coups de revolver (Heaven with a Gun) de Lee H. Katzin
- 1970 : Patton de Franklin J. Schaffner
- 1970 : La Vallée des plaisirs ou Orgissimo (Beyond the Valley of the Dolls) de Russ Meyer
- 1970 : L'Indien (Flap) de Carol Reed
- 1971 : Happy Birthday, Wanda June de Mark Robson
- 1971 : Skin Game de Paul Bogart et Gordon Douglas
- 1972 : La Chevauchée des sept mercenaires (The Magnificent Seven Ride) de George McCowan
- 1972 : Kansas City Bomber de Jerrold Freedman
- 1972 : Rage de George C. Scott
- 1973 : Papillon de Franklin J. Schaffner
- 1973 : Harry, gentleman pickpocket (Harry in your Pocket) de Bruce Geller
- 1974 : La Tour infernale (The Towering Inferno) de John Guillermin et Irwin Allen
- 1974 : Uptown Saturday Night (en) de Sidney Poitier
- 1975 : La Route de la violence (White Line Fever) de Jonathan Kaplan
- 1975 : Doc Savage arrive (Doc Savage : The Man of Bronze) de Michael Anderson
- 1975 : La Brigade du Texas (Posse) de Kirk Douglas
- 1976 : Embryo de Ralph Nelson
- 1977 : L'Île des adieux (Islands in the Stream) de Franklin J. Schaffner
- 1977 : Touche pas à mon gazon (Fun with Dick and Jane) de Ted Kotcheff
- 1977 : De l'autre côté de minuit (The Other Side of Midnight) de Charles Jarrott
- 1977 : La Théorie des dominos (The Domino Principale) de Stanley Kramer
- 1978 : The Bad New Bears go to Japan de John Berry
- 1978 : L'Inévitable Catastrophe (The Swarm) d'Irwin Allen
- 1979 : Amityville : La Maison du diable (The Amityville Horror) de Stuart Rosenberg
- 1979 : Avec les compliments de Charlie (Love and Bullets) de Stuart Rosenberg
- 1979 : Le Champion (The Champ) de Franco Zeffirelli
- 1980 : Le Chasseur (The Hunter) de Buzz Kulik
- 1980 : First Family (en) de Buck Henry
- 1981 : First Monday in October, de Ronald Neame
- 1981 : Carbon Copy de Michael Schultz
- 1982 : Yes, Giorgio de Franklin J. Schaffner
- 1982 : Meurtres en direct (Wrong is right) de Richard Brooks
- 1983 : Second Chance (Two of a Kind) de John Herzfeld
- 1984 : Les Aventures de Buckaroo Banzaï à travers la 8e dimension (The Adventures of Buckaroo Banzai across the 8th Dimension) de W. D. Richter
- 1989 : Welcome Home de Franklin J. Schaffner
- 1991 : Le Vol de l'Intruder (Flight of the Intruder) de John Milius

#### À la télévision

##### Série télévisée
- 1964-1967 : Des agents très spéciaux (The Man from U.N.C.L.E.), Saison 1 à 4, 90 épisodes
- 1965 : Première série Au-delà du réel (The Outer Limits), Saison 2, épisode 17 Enquête sur un mystère (The Probe) de Felix E. Feist
- 1968 : Première série Mission impossible (Mission : Impossible), Saison 2, épisode 24 Jugement de violence (Trial by Fury) et épisode 25 L'Accident (Recovery) de Robert Totten
- 1972-1973 : Kung Fu, Saison 1, épisode 2 La Loi de la montagne (King of the Mountain, 1972) de Jerry Thorpe, épisode 3 L'Ange noir (Dark Angel, 1972) de Jerry Thorpe, et épisode 4 Frères de sang (Blood Brother, 1973) de Jerry Thorpe
- 1982 : Jake Cutter (Tales of the Gold Monkey), Saison unique, épisode 1 Tales of the Gold Monkey, Part I de Ray Austin
- 1983 : Les Petits Génies (Whiz Kids), Saison unique, épisode 1 Programme meurtre (Programmed for Murder) de Corey Allen
- 1989 : Pas de répit sur planète Terre (Hard Time on Planet Earth), Saison unique, épisodes indéterminés

##### Téléfilm
- 1971 : In Search of America (en) de Paul Bogart
- 1971 : The Deadly Hunt de John Newland
- 1971 : Crosscurrent de Jerry Thorpe
- 1975 : The Runaway Barge de Boris Sagal
- 1975 : Conspiracy of Terror de John Llewellyn Moxey
- 1979 : Disaster on the Coastliner (en) de Richard C. Sarafian
- 1983 : Le Retour des agents très spéciaux (The Return of the Man from U.N.C.L.E. : The Fifteen Years Later Affair) de Ray Austin
- 1984 : Obsessive Love de Steven Hilliard Stern
- 1985 : Alice au pays des merveilles (Alice in Wonderland) de Harry Harris (en)
- 1986 : The Thanksgiving Promise (en) de Beau Bridges
- 1987 : Student Exchange de Mollie Miller
- 1987 : Double Agent de Mike Vejar

## Distinctions (sélection)
- Oscar de la meilleure photographie :
  - En 1971, pour Patton (nomination) ;
  - En 1975, pour La Tour infernale (récompense, partagée avec Joseph F. Biroc) ;
  - Et en 1978, pour L'Île des adieux (nomination).
- British Academy Film Award de la meilleure photographie, en 1976, pour La Tour infernale (nomination, partagée avec Joseph F. Biroc).